# Йохан Албрехт II (Золмс-Браунфелс)
Йохан Албрехт II (Алберт) фон Солмс-Браунфелс (на немски: Johann Albrecht II (Albert) von Solms-Braunfels; * 2 юни 1599; † 23 септември 1648 в Браунфелс) от Дом Золмс е граф на Золмс-Браунфелс в Браунфелс и губернатор на Маастрихт.
Той е третият син на граф Йохан Албрехт I фон Золмс-Браунфелс (1563 – 1623) и графиня Агнес фон Сайн-Витгенщайн (1569 – 1617), дъщеря на граф Лудвиг I фон Сайн-Витгенщайн (1532 – 1605) и втората му съпруга Елизабет фон Золмс-Лаубах (1549 – 1599). По-големият му брат Конрад Лудвиг (1595 – 1635) се жени 1623 г. за Анна Сибила фрайин фон Винебург-Байлщайн (1595 – 1635). Сестра му Елизабет (1593 – 1637) се омъжва 1619 г. за Волфганг Фридрих фон Салм-Даун († 1637), вилд- и рейнграф в Даун, граф на Салм. Сестра му Урсула (1594 – 1657) е щатхалтерка на княжество Оранж (1637 – 1648), омъжена в Прага 1620 г. за бургграф Кристоф II фон Дона (1583 – 1637), щатхалтер на княжество Оранж. Сестра му Амалия (1602 – 1625) се омъжва 1625 г. за Фридрих Хайнрих Орански (1584 – 1647), щатхалтер на Нидерландия. Сестра му Лудовика Кристина (1606 – 1669) се омъжва 1638 г. за Йохан Волфарт ван Бредероде (1599 – 1655). 
Йохан Албрехт II и фамилията му поддържат курфюрста и зимния крал Фридрих V фон Пфалц и трябва да избягат в Утрехт. Те се връщат в Браунфелс след края на Тридесетгодишната война.
Той умира на 19 юни 1706 г. в Утрехт и е погребан там.

## Фамилия
Йохан Албрехт II се жени в Браунфелс на 6 август 1636 г. за графиня Анна Елизабет фон Даун-Фалкенщайн-Лимбург (* 1615; † 19 юни 1706 в Утрехт), дъщеря на Йохан Адолф фон Даун-Фалкенщайн (1582 – 1623), граф на Фалкенщайн и Лимбург и графиня Анна Мария фон Насау-Зиген (1589 – 1620), дъщеря на граф Йохан VII фон Насау-Зиген и графиня Магдалена фон Валдек-Вилдунген. Те имат две деца: 
- Хайнрих фон Золмс-Браунфелс (* 11 януари 1638 в Утрехт; † 19 юли 1693), женен в Лаубах на 25 септември 1683 г. за графиня Карола фон Золмс-Лаубах (1667 – 1752), няма деца
- Анна Улрика фон Золмс-Браунфелс († 1700 в Утрехт), омъжена 1675 г. за фрайхер Йохан Христоф фон Вилих и Лотум († 1680), няма деца.